# 니와사카촌
니와사카촌(庭坂村)은 후쿠시마현 시노부군에 있던 촌이다. 현재의 후쿠시마시에 해당한다.

## 역사
- 1889년 4월 1일 - 정촌제 시행에 의해 2촌의 구역으로 성립하였다.
- 1954년 3월 31일 - 니와쓰카촌이 노다촌, 미즈호촌과 합병해 아즈마촌이 되었다.
- 1962년 11얼 1일 - 아즈마촌이 정으로 승격해 아즈마정이 되었다.
- 1968년 10월 1일 - 아즈마정이 후쿠시마시에 편입되었다.

## 교통

### 철도
- 일본국유철도
  - 오우 본선 (현재의 약칭은 야마가타 선)

### 도로
현재는 반다이아즈마 스카이라인이 옛 촌 지역을 통과하지만, 당시에는 미개통이었다.

## 명소・유적지・관광명소・축제・행사
- 다카유 온천

## 참고문헌
- 角川日本地名大辞典 7 福島県